# District de Pouchkine
Pour les articles homonymes, voir Pouchkine (homonymie).
Le district de Pouchkine (en russe : Pouchkinski raïon) est l'un des dix-huit raïons administratifs de l'agglomération du grand Saint-Pétersbourg. Il doit son nom à la ville de Pouchkine, anciennement Tsarskoïe Selo.

## Municipalités
Ce district est composé de cinq municipalités :
- Pavlovsk
- Pouchkine
- Alexandrovskaïa
- Tiarlevo
- Chouchary